# Comunisti di Russia
Comunisti di Russia (in russo Коммунисты России?, Kommunisty Rossii) è un partito politico russo di ispirazione marxista-leninista fondato il 22 aprile 2012.
All'interno dello spettro politico russo è il principale rivale del Partito Comunista della Federazione Russa, opponendosi alla leadership partitica di Gennadij Zjuganov. 
Il partito è conosciuto soprattutto per le sue posizioni favorevoli alla pena di morte.

## Risultati elettorali
| Elezione           | Voti      | %    | Seggi   |
| ------------------ | --------- | ---- | ------- |
| Parlamentari 2016  | 1.192.595 | 2,27 | 0 / 450 |
| Presidenziali 2018 | 499.342   | 0,68 | 0 / 450 |
| Parlamentari 2021  | 715.621   | 1,27 | 0 / 450 |